# Зоряна сила
Зоряна сила (англ. Starforce) — вигадана команда суперлиходіїв, що з'являється в американських коміксах видавництва Marvel Comics. Команда вперше з'явилася у коміксі Месники #346, що вийшов у 1992 році, як частина сюжетної лінії «Операція: Галактичний шторм» (англ. Operation: Galactic Storm).
Ця команда є об'єднанням кріанців з супер-здібностями. Команду утворив правитель крі Вищий Розум (англ. Supreme Intelligence).

## Історія публікацій
Зоряна сила вперше з'явилася на сторінках коміксу Месники #346, який був створений сценаристом Бобом Гаррасом та художником Стівом Ептінгом. Цей випуск був частиною сюжетної лінії «Операція: Галактичний шторм». Команда зіграла основну роль у подіях за участі раси крі. У підсумку цієї історії, Зоряна сила почала працювати на Ші'ар в якості імператорської гвардії. Вони зіткнулися з Квазаром, Кісмет і Маккарі, які відправились на рідну планету крі — Галу, щоб побачити, чи зможуть вони допомогти тим, хто залишився в живих.
Далі команда фігурувала ще в кількох космічних історіях Marvel Comics, зокрема Silver Surfer: Breakout та Blackwulf. Під час «Анігіляції» їх вигнали, вважаючи зрадниками.

## Учасники
Члени команди:
- Капітан Атлас
- Доктор Мінерва
- Ронан Обвинувач
- Супремор
- Ултімус
- Корат Переслідувач
- Шатеракс

Після захоплення команди, до неї приєдналась жінка раси Ші'ар — Птах Смерті. Вона очолила команду після закінчення Війни крі та Ші'ар, коли останні анексували території крі та зробили Птаха Смерті її правителем.

## Поза коміксів

### Фільми
- Зоряна сила з'являється в фільмі 2019 року «Капітан Марвел», що є двадцять першою картиною кіновсесвіту Marvel. Члени: Верс (Керол Денверс), Корат, Мінн-Ерва, Ат-Ласс і Брон-Чар на чолі з Йон-Роггом.[6][7] Вперше команду демонструють у сцені битви зі скруллами на планеті Торфа, де їй дано завдання звільнити полоненого розвідника крі — Сох-Ларра. Скрулли викрадають Верс, але їй вдається втекти. Щоб зв'язатись зі своєю командою, вона прямує до найближчої планети з розумними формами життя. Такою виявляється Земля. Верс посилає сигнал Зоряній силі і ті відправляються за нею на Землю. Слідом за нею, на планету потрапили і скрулли. Зоряна сила прибуває на місце призначення і бере в полон скруллів, Ніка Ф'юрі, Моніку Рамбо і Гусю. А Верс вони підключають до Вищого Розуму, але, перед цим дізнавшись, про своє справжнє земне походження, знищує імплантант і рятує своїх новоспечених друзів. Далі відбувається битва між скруллами, Ніком, Монікою та Зоряною силою. В результаті, члени команди були або вбиті, або втратили свідомість. Керол відправляє Йон-Рогга назад до Гали.